# Madalena Cordeiro
Madalena Simões Cordeiro (Vila Viçosa, 18 de dezembro de 2003) é estudante universitária de direito e política portuguesa. Atualmente, desempenha as funções de deputada à Assembleia da República e vogal da direção nacional da Juventude CHEGA.
Nas eleições legislativas de 2024, foi eleita deputada pelo círculo eleitoral de Lisboa, tornando-se a deputada mais jovem da XVI Legislatura, sucedendo a Rita Matias, a deputada mais jovem da anterior legislatura.

## Deputada à Assembleia da República

### XVI Legislatura da República Portuguesa
A 10 de março de 2024, Madalena Cordeiro foi eleita deputada à Assembleia da República pelo CHEGA, pelo círculo eleitoral de Lisboa. Nas eleições legislativas de 2024, alcançou o título de deputada mais jovem da XVI Legislatura, sucedendo à sua colega do grupo parlamentar, a deputada Rita Matias, que detinha anteriormente esse título na última legislatura. Na sua primeira intervenção em plenário da Assembleia da República, criticou o governo: “Devíamos estar a discutir o que deveria ser o Programa de Estabilidade para o país, mas em vez disso estamos a debater um programa sem credibilidade”. Além disso, lamentou ainda o facto do PSD e do CDS-PP continuarem a fazer com que os jovens saiam “prejudicados” com a “continuidade [pela AD] ao trabalho do PS”.
Em 17 de outubro de 2024, numa sessão plenária do Parlamento, durante um debate sobre o reforço da proteção de vítimas de crimes sexuais, Madalena Cordeiro revelou dados de uma pessoa que fez uma cirurgia para adequar o seu físico à sua identidade de género. Esta ação de Madalena Cordeiro foi criticada por deputados do Partido Socialista, do Bloco de Esquerda, do Partido Comunista Português e do Livre. Por outro lado, Rui Paulo Sousa, do CHEGA, protestou, afirmando que aquela reunião da conferência de líderes parecia “um tribunal em que o réu” seria o seu partido.

## Resultados eleitorais

### Eleições legislativas
| Data | Partido      | Partido | Círculo eleitoral | Posição     | CI. | Votos          | %              | +/-    | Status | Notas                               | Ref   |
| ---- | ------------ | ------- | ----------------- | ----------- | --- | -------------- | -------------- | ------ | ------ | ----------------------------------- | ----- |
| 2024 |              | CH      | Lisboa            | 8.º (em 48) | 3.º | 224 493        | 17,02 / 100,00 | 9,25   | Eleita | Direção Nacional da Juventude CHEGA | [ 1 ] |
| 2025 | 10.º (em 48) | CH      | Lisboa            | 265 718     | 3.º | 20,87 / 100,00 | 3,85           | [ 10 ] | Eleita | Direção Nacional da Juventude CHEGA |       |